# Livet genom en pansarvagnspipa
Livet genom en pansarvagnspipa är ett musikalbum som utkom 2005 och är den svenska hiphopmusikern Frondas tredje soloalbum. Det gästas av artister som Olle Ljungström, Papa Dee och Stephen Simmonds.

## Låtlista
1. "Guldfiskballaden"
2. "Hej mina barn"
3. "Miljoner indianer"
4. "Stjärnornas värld"
5. "Iglopop"
6. "Upp i luften"
7. "Adalgisa"
8. "Min hjärna kommer snart att explodera"
9. "Du betyder ingenting"
10. "Sommaren är här"
11. "Västerås foe lajf"
12. "Doktor F"
13. "Stopp"
14. "Livet genom en pansarvagnspipa"
15. "Tapper soldat"
16. "Kära magister"
17. "Ducka"
18. "Teddybjörnstatus"
19. "En tutte är en tutte"